# John Fowles
 John Fowles, född 31 mars 1926 i Leigh-on-Sea, Essex, död 5 november 2005 nära Lyme Regis, Dorset, var en brittisk författare.
Fowles studerade franska vid universitetet i Edinburgh och i Oxford, och undervisade därefter i bland annat Frankrike och Grekland. Sedan 1963 levde han på sitt skrivande. Han debuterade 1963 med den psykologiska thrillern The Collector.

## Filmatiseringar
- 1965 Samlaren (The Collector), regisserad av William Wyler och med bland andra Terence Stamp och Samantha Eggar
- 1968 The Magus, regisserad av Guy Green och med bland andra Michael Caine, Anthony Quinn och Candice Bergen
- 1981 Den franske löjtnantens kvinna, regisserad av Karel Reisz och med bland andra Meryl Streep och Jeremy Irons
- 1984 The Ebony Tower, TV-film regisserad av Robert Knights och med bland andra Laurence Olivier, Roger Rees, Greta Scacchi och Toyah Willcox